# Ministero del lavoro e della previdenza sociale
Il Ministero del lavoro e della previdenza sociale era il dicastero del Governo Italiano che si occupava di lavoro, previdenza e mercato del lavoro in Italia.
Nel 2008 col Governo Berlusconi IV risulta accorpato nel neo istituito Ministero del lavoro, della salute e delle politiche sociali, insieme ai seguenti dicasteri:
- Ministero della solidarietà sociale,
- Ministero della salute.

Il Dipartimento per le politiche della famiglia è stato, invece, accorpato alle strutture della Presidenza del Consiglio.

## Storia
Il Ministero del lavoro e della previdenza sociale fu istituito il 3 giugno 1920, durante il Governo Nitti II, a seguito dello spacchettamento del Ministero dell'industria, del commercio e del lavoro, a sua volta creato nel 1916 a seguito del frazionamento del Ministero dell'agricoltura, dell'industria e del commercio. Le competenze attribuite al Ministero dell'industria, del commercio e del lavoro furono dunque ripartite tra il Ministero del lavoro e della previdenza sociale e il Ministero dell'industria e del commercio. Il 27 aprile 1923, quando il governo Mussolini istituì il Ministero dell'economia nazionale, dispose l'accorpamento, in tale struttura ministeriale, dello stesso Ministero del lavoro e della previdenza sociale, del Ministero dell'industria e del commercio e del Ministero dell'agricoltura.
Con RD 27 settembre 1929, n. 1663, tale nuovo ministero fu soppresso e le sue attribuzioni furono ripartite tra il Ministero dell'agricoltura e delle foreste e il Ministero delle corporazioni. Quest'ultimo ministero fu poi soppresso con RD 9 agosto 1943, n. 718, che dispose altresì l'istituzione del Ministero dell'industria, del commercio e del lavoro; nel 1945 anche questo dicastero fu abolito e le relative competenze vennero attribuite al Ministero del lavoro e della previdenza sociale e al Ministero dell'industria e del commercio (dal 2006 Ministero dello sviluppo economico).
Con la riforma Bassanini (d.lgs. 30 luglio 1999, n. 300), approvata dal Governo D'Alema II, l'ordinamento del Governo venne modificato accorpando vari ministeri. Secondo il quadro organizzativo tracciato dalla riforma, il Ministero del lavoro e della previdenza sociale sarebbe stato accorpato con l'allora Ministero della sanità e con il Dipartimento per la solidarietà sociale incardinato all'interno della Presidenza del Consiglio, per costituire il Ministero del lavoro, della salute e delle politiche sociali; la riforma sarebbe entrata in vigore alla nuova legislatura, ma il Governo Berlusconi II, insediatosi nel 2001, stabilì la separazione organizzativa della componente afferente alla salute, con la reistituzione del dicastero che se ne occupava col nuovo nome di Ministero della salute. Il Ministero del lavoro e della previdenza sociale fu perciò accorpato con il solo Dipartimento per la solidarietà sociale, dando luogo al Ministero del lavoro e delle politiche sociali.
Col Governo Prodi II, nel 2006 il Ministero fu spacchettato dando luogo a tre ministeri: Ministero del lavoro e della previdenza Sociale; Ministero della solidarietà sociale (inquadrato nell'ambito di una vera e propria struttura ministeriale e, dunque, non alla stregua di un mero dipartimento, come nel quadro antecedente alla riforma del 2001); il Dipartimento per le politiche della famiglia. Con la Finanziaria per il 2008, la legge n. 244 del 2007, con l'art. 1, comma 376, ha previsto un ritorno alla vecchia organizzazione della Riforma Bassanini con 12 Ministeri, e pertanto il ministero riprende le vecchie competenze e la conseguente denominazione di Ministero del lavoro, della salute e delle politiche sociali.

## Funzioni
Le funzioni del Ministero del lavoro e della previdenza sociale erano indicate nel DPR n. 520/1955, successivamente riformate con la legge n. 628/1961. Esse riguardavano: politiche sociali, con particolare riferimento alla prevenzione e riduzione delle condizioni di bisogno e disagio delle persone delle famiglie, politica del lavoro e sviluppo dell'occupazione, tutela del lavoro, tutela dell'adeguatezza del sistema previdenziale. Con la riforma Bassanini e il decreto che ne è scaturito, il D. Lgs. 30 luglio 1999, n. 300, recante "Riforma dell'organizzazione del Governo, a norma dell'articolo 11 della legge 15 marzo 1997, n. 59", all'art. 45, si prevedeva l'accorpamento delle funzioni non trasferite alle Regioni, ma rimaste allo Stato.
Erano state, infatti, trasferite alle strutture regionali tutte le competenze in materia di mercato del lavoro e i relativi uffici, con dotazione patrimoniale e di personale: si trattava degli uffici di collocamento sostituiti dai Centri per l'impiego. Con la riforma ne scaturisce il Ministero del Lavoro, della Salute e delle Politiche Sociali, mai entrato in vigore, poiché la sua attuazione venne rimandata alla XV Legislatura. Nel 2001, il Governo Berlusconi II, infatti, vennero sottratte le competenze in materia di salute, poste sotto il Ministero della Salute, neo istituito al posto del soppresso Ministero della Sanità.
Al Ministero erano state trasferite, anche le funzioni del Dipartimento per gli Affari Sociali, operante presso la Presidenza del Consiglio dei ministri, compresa quelle in materia di immigrazione, scorporate poi nel 2006 dal Governo Prodi II, con ricostituzione del Ministero del Lavoro e della Previdenza Sociale. Nel 2007, con la Legge finanziaria per il 2008, la legge n. 244/2007, si prevede la riduzione dei ministeri a 12 come era nella versione originaria della Riforma Bassanini, e con il conseguente accorpamento del Ministero del Lavoro e della Previdenza Sociale nel Ministero del Lavoro, della Salute e delle Politiche Sociali, ciò che è realmente avvenuto col Governo Berlusconi IV, a far data dal 9 maggio 2008.

## Organizzazione
Il Ministero del Lavoro e della Previdenza Sociale era organizzato a livello centrale in uffici di staff del ministro e in nº 8 Direzioni generali.
Sotto il Ministro operavano:
- i Sottosegretari di Stato:
- gli Uffici di diretta Collaborazione del Ministro:
  - Ufficio di Gabinetto
  - Segreteria tecnica del Ministro
  - Segreteria del Ministro
  - Ufficio Legislativo
  - Ufficio Stampa
  - Portavoce
  - Consigliere Diplomatico
  - Servizio di controllo Interno
- il Segretariato Generale:
  - Segretario Generale
  - Divisione I - Coordinamento attività del Ministero a livello centrale.
  - Divisione II - Coordinamento attività del Ministero a livello territoriale.
  - Divisione III - Programmazione economico-finanziaria.
  - Divisione IV - Coordinamento delle attività statistiche.
  - Servizio ispettivo

### Direzioni Generali
Le Direzioni generali erano:
- I D.G. degli ammortizzatori sociali e incentivi all'occupazione
- II D.G. del mercato del lavoro
- III D.G. per l'attività ispettiva
- IV D.G. per le politiche per l'orientamento e la formazione
- V D.G. per le politiche previdenziali
- VI D.G. per l'innovazione tecnologica e la comunicazione
- VII D.G. delle risorse umane e affari generali
- VIII D.G. della tutela delle condizioni di lavoro

### Altri Uffici
- Biblioteca
- Comando Carabinieri per la tutela del lavoro
- Nucleo di Valutazione della Spesa Previdenziale

### Uffici Territoriali
Facevano parte degli uffici periferici del Ministero del Lavoro i seguenti:
- Uffici del Lavoro e della Massima Occupazione;
- Ispettorato del Lavoro.

Tali enti avevano due competenze diverse, così come disciplinate dal DPR n. 520/1955, infatti i primi sovraintendevano alle SCICA - sezioni Circoscrizionali per l'Impiego e il Collocamento in Agricoltura, diffuse su tutto il territorio nazionale, erano conosciuti come Uffici di collocamento, col compito di avviare i lavoratori al lavoro su richiesta del datore di lavoro privato in base ad una graduatoria, aggiornata mensilmente e a cui tutti i lavoratori dovevano iscriversi per poter lavorare nel campo privato.
Gli Ispettorati del Lavoro, invece, presenti su base regionale e provinciale avevano il compito di vigilare il mercato del lavoro e reprimere le violazioni alla legislazione del lavoro e della previdenza sociale.
Dal 1996-1997 con la Riforma Bassanini, inizia un processo di conferimento di funzioni alle Regioni, in materia di collocamento e mercato del lavoro, i cui poteri vengono trasferiti agli enti predetti, mentre allo Stato permangono solo taluni poteri. A tal fine gli uffici periferici vengono riorganizzati in Direzioni Regionali e Direzioni Provinciali del Lavoro, con compiti in materia di conciliazione vigilanza del lavoro, con contestuale soppressione dei suindicati uffici.